# Фалде
Фалде (њем. Vahlde) општина је у њемачкој савезној држави Доња Саксонија. Једно је од 57 општинских средишта округа Ротенбург (Виме). Према процјени из 2010. у општини је живјело 703 становника. Посједује регионалну шифру (AGS) 3357049.

## Географски и демографски подаци
Фалде се налази у савезној држави Доња Саксонија у округу Ротенбург (Виме). Општина се налази на надморској висини од 38 метара. Површина општине износи 17,5 km². У самом мјесту је, према процјени из 2010. године, живјело 703 становника. Просјечна густина становништва износи 40 становника/km².